# هرنادوچه
هرنادوچه (به مجاری:  Hernádvécse) یک منطقهٔ مسکونی در مجارستان است که در ناحیه انچ واقع شده‌است.